# João Abel Manta

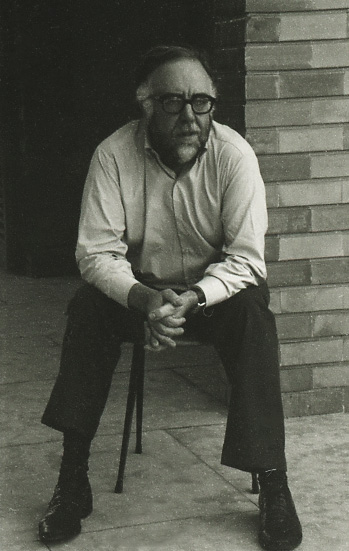
João Abel Manta

João Abel Manta (* 29. Januar 1928 in Lissabon, Portugal) ist ein bedeutender portugiesischer Karikaturist, Maler, Keramikkünstler, Graphiker, Cartoonist, und Architekt. Er gilt neben Stuart Carvalhais als der bedeutendste Karikaturist Portugals im zwanzigsten Jahrhundert. Er wird oft auch der „Karikaturist der Revolution“ genannt.

## Leben
João Abel Manta wurde in eine Künstlerfamilie hineingeboren und verbrachte eine glückliche Kindheit. Sein Vater war der bekannte Maler Abel Manta, seine Mutter die Malerin Clementina Carneiro de Moura. Als Kind war er oft auf Reisen, weil er seine Eltern begleitete, die im Ausland ausstellten, so in Spanien, Frankreich, Italien, Niederlande. Er begann ein Studium an der Escola Superior de Belas Artes de Lisboa in Lissabon mit Schwerpunkt auf Architektur. Nach Ende seines Studiums folgte eine rebellische Phase, die ihm 1958 sogar mehrere Monate Gefängnis einbrachte. Dann arbeitete anschließend einige Zeit als Architekt und Keramikkünstler, als er Ende der 1960er Jahre als Karikaturist bei diversen Zeitschriften und Zeitungen angestellt wurde. Darin kritisierte er zunächst mutig die schon etwas wackelige, faschistische Regierung von António de Oliveira Salazar und konnte unter dessen Nachfolger Marcelo Caetano- bis auf wenige Ausnahmen- fast ausnahmslos Salazar karikieren und durch den Kakao ziehen. Nach der unblutigen Nelkenrevolution scheute er sich nicht, auch die als links bis kommunistisch geltenden Machthaber durch Karikaturen zu kritisieren.
2008 erschien das Buch "João Abel Manta - Capriches e desastres" von João Paulo Cotrim, dass Leben und Werk des Künstlers darstellt.

## Der Karikaturist Manta
Als Karikaturist war er für Magazine und Zeitungen wie O Jornal, O século illustrado, Gazeta Musical, Todos os artes, Seara Nova, Eva und der Zeitung Diario de Lisboa.
Viele Karikaturen machten ihn zu einer Kultfigur: so die Karikatur, auf der zwei Schreibtische zu sehen sind, die die Funktionäre der beiden sich in Portugal bekämpfenden Strömungen darstellten: Links waren die Faschisten zu sehen, an deren Wand je ein Bild von Salazar und Caetano hing, ein Mann mit Scheitel und Anzug und Krawatte sowie auf dem Schreibtisch ein kleines Modell eines Padrão, eines Kreuzes, dass die portugiesischen Seefahrer in den neu entdeckten Gebieten platzierten; auf der anderen Seite die Kommunisten, mit einem langhaarigen, krawattenlosen Funktionär, auf dessen Tisch eine Frau als Figur mit Gewehr für den Kampf der Kommunisten dargestellt, an der Wand ein Poster von Che Guevara und die Stempel in Form einer Nelke, was auf die Nelkenrevolution hinweisen sollte.
Eine weitere, aus drei Teilen bestehende Karikatur, zeigt ein Fenster und dahinter jeweils Salazar: Der Diktator in der Blüte seiner Jahre, mit etwa 50 Jahren, dann den greisen und schon gebückten Salazar mit schlohweißem Haar und das dritte Fenster zeigt überhaupt keinen Salazar mehr, denn damit sollte gesagt werden, dass dieser bereits tot war, sich an den Verhältnissen aber nichts geändert hätte.
Die dritte sehr bekannte Karikatur von Manta zeigt einen Klassenraum. Auf der Tafel sind die Umrisse Portugals zu sehen, auf den Schulbänken sitzen allerlei Gestalten der Weltgeschichte. Neben Salazar, der hier wohl Portugal repräsentiert, sind dort unter anderem auch Lenin, Karl Marx, Che Guevara, Leo Trotzki, Jean-Paul Sartre, Mao Tse Tung, Ho Chi Minh und Fidel Castro zu erkennen. Damit sollte wohl suggeriert werden, dass Portugal erstmals auf der Landkarte der Weltgeschichte auftrat (während der Regierungszeit Salazars) und diese Gestalten, mehr oder weniger (außer Marx) Zeitgenossen waren, die an Portugal früher oder später nicht vorbei kamen, das heißt, dass sie das Land, trotz dessen Bedeutungslosigkeit, zur Kenntnis nehmen mussten. Die Karikatur trug den Titel: "Uma problema difficil".
In einer Karikatur stellte er den Dichter Fernando Pessoa als Hamlet dar, der melancholisch über einem Totenkopf in seiner Hand sinniert.
Zwei Alben mit den kompletten Karikaturen von Manta, vor allem aus der Revolutionszeit, sind bisher als Kataloge bzw. Bücher erschienen.

## Der Graphiker und Illustrator
Vor allem als Gestalter von Briefmarken konnte er graphisch tätig werden. 1974 schaffte er es, dass zwei Briefmarken Motive von ihm trugen. Da diese Marken auch bei deutschen Philatelisten, die Portugal sammeln, existieren, dürften diese nicht unbekannt sein. Dort sind auf der einen Marke zwei Arbeiter dargestellt, sie stehen für die Umbrüche der portugiesischen Gesellschaft und dem Umbau der Landwirtschaft. Die zweite Marke zeigt den damaligen Premierminister Vasco Gonçalves, der zwischen einem Arbeiter und einem Soldaten steht und für den politischen Aufschwung in Portugal steht.
Auch als Buchillustrator war er tätig. Für das deutsche Buch "Portugal- ein schwieriges Problem" aus dem Jahre 1976 gestaltete er das Buchcover.

## Der Keramikkünstler
Als Keramikkünstler oder Azulejoist gestaltete er mit seinen Azulejo-Paneelen viele Gebäude und ist somit als Künstler auch im Öffentlichen Raum wahrnehmbar: Azulejopaneele von Manta gibt es zum Beispiel am von ihm mitentworfenen Teatro Académico Gil Vicente in Coimbra (1956/62), am Vereinssitz der Associação Académica de Coimbra (1959) oder an der Caixa Geral de Depósitos in Mafra (1972).
In der Hauptstadt Lissabon sind es vor allem das Restaurant (Casino) des Luxushotels Hotel da Avenida Infante Santo (1952) und der Escola Primária do Alto dos Moinhos (1955).

## Der Maler
Als Maler hat er keine große Bekanntheit erlangt. Sein bekanntestes Werk ist das Gemälde "Rua Guincho-Cascais" aus dem Jahre 1989.

## Dichterkabinett
In einer Serie zeichnete Manta unzählige große Gestalten der portugiesischen Literatur, denen er jeweils eine eigene Note verpasste, das heißt, dass die Porträts jeweils auf eine Besonderheit aus Leben oder Werk hinweisen, ohne das dies explizit genannt wird. Zu den von ihm porträtieren Autoren gehören Camoes, Carlos de Oliveira, Aquilino Ribeiro, Eugénio de Andrade, Miguel Torga, Jorge de Sena, Eca de Queiros, Camilo Castelo Branco.

## Auszeichnungen (Auswahl)
- Prémio Nacional da Sociedade Nacional de Belas Artes, 1949.
- Prémio Municipal de Architectura, 1957.
- Prémio da Fundação Calouste Gulbenkian, 1961.
- Silbermedaille auf der Internationalen Kunstausstellung in Leipzig, 1965.